# Pandrosos phtisicus
Pandrosos phtisicus är en skalbaggsart som först beskrevs av Johann Christoph Friedrich Klug 1825. Pandrosos phtisicus ingår i släktet Pandrosos och familjen långhorningar.
Artens utbredningsområde är Panama. Inga underarter finns listade i Catalogue of Life.